# Държавно устройство на Обединените арабски емирства
Обединените арабски емирства са федеративна конституционна монархия.

## Президент
Президент на Обединените арабски емирства и държавен глава на федерацията се избира на всеки пет години от Федералния национален съвет измежду шейховете (монарсите) на седемте съставни емирства на федерацията – Абу Даби, Дубай, Фуджайра, Рас ал-Кайман, Шарджа, Ум ал-Кууайн и Аджман. Макар да не е записано в конституцията традицията е емирът на Абу Даби да бъде избиран за Президент на Обединените Арабски Емирства.

## Изпълнителна власт
Изпълнителната власт във федерацията се осъществява от Правителството на Обединените арабски емирства, оглавявано от Министър-председател. Той се избира на всеки пет години от Федералния национален съвет измежду представители на седемте съставни емирства на федерацията - Абу Даби, Дубай, Фуджайра, Рас ал-Кайман, Шарджа, Ум ал-Кууайн и Аджман. Макар да не е записано в конституцията традицията е за министър-председател да бъде избиран кандидатът, извигнат от Дубай.

## Законодателна власт
Законодателния орган на страната е представен от парламента „Федералния национален съвет“ има 40 места, като по 8 представители имат емирствата Абу Даби и Дубай, по 6 имат Шарджа и Рас ел Хайма и по 4 места имат останалите 3 емирства.